# Bahamas la Jocurile Olimpice de vară din 2016
Bahamasul a participat la Jocurile Olimpice de vară din 2016 de la Rio de Janeiro în perioada 5 – 21 august 2016, cu o delegație de 28 de sportivi, care a concurat în trei sporturi. Cu un total de două medalii, inclusiv una de aur, Bahamas s-a aflat pe locul 51 în clasamentul final.

## Participanți
Delegația din Bahamas a cuprins 28 de sportivi: 18 bărbați și zece femei. Cel mai tânăr atlet din delegația a fost alergătoarea Shaquania Dorsett (17 ani), cel mai vechi a fost trăgătorul de tir Chris Brown (37 de ani).
| Sport    | Masculin | Feminin | Total |
| -------- | -------- | ------- | ----- |
| Atletism | 17       | 7       | 24    |
| Canotaj  | 0        | 1       | 1     |
| Natație  | 1        | 2       | 3     |
| Total    | 18       | 10      | 28    |

## Medaliați
| Medalie | Nume                                                                                        | Sport    | Probă                    | Dată      |
| ------- | ------------------------------------------------------------------------------------------- | -------- | ------------------------ | --------- |
| Aur     | Shaunae Miller                                                                              | Atletism | 400 m feminin            | 15 august |
| Argint  | Chris Brown Steven Gardiner Michael Mathieu Stephen Newbold Demetrius Pinder Alonzo Russell | Atletism | 4×400 m ștafetă masculin | 20 august |